# 2018年平昌オリンピックのパキスタン選手団
2018年平昌オリンピックのパキスタン選手団（2018ねんピョンチャンオリンピックのパキスタンせんしゅだん）は、2018年2月9日から25日まで大韓民国江原道平昌で開催された2018年平昌オリンピックのパキスタン選手団の名簿、及びその競技結果。

## 選手団
- 人員: 選手 2人
- 開会式旗手: ムハンマド・カリーム

## 種目別選手・スタッフ名簿及び成績

### アルペンスキー
- ムハンマド・カリーム
  - （男子大回転）2:54.04、72位
  - （男子回転）途中棄権

### クロスカントリースキー
- サイアド・フマン（男子15kmフリー）45:19.1、108位